# MapQuest
MapQuest est une société américaine éditrice de cartes et offrant un service gratuit en ligne de cartes de navigation. Elle est détenue par AOL depuis 2000. Ses sièges sociaux se trouvent à Lancaster et à Denver au Colorado.
Elle a été créée en 1967, sous le nom de Cartographic Service, une filiale de RR Donnelley.

## Histoire
Elle a été fondée en 1967 en tant que filiale de R.R. Donnelley & Sons sous le nom de Cartographic Services à Chicago aux États-Unis. Elle est ensuite déménagée à Lancaster, Pennsylvanie en 1969. Lorsque devenue indépendante en 1994, elle s'est renommée GeoSystems Global Corporation.
Elle a été rachetée par AOL en 2000.
Depuis juillet 2010, MapQuest utilise les cartes libres d'OpenStreetMap.